# Ардо Ганссон
Ардо Ганссон (ест. Ardo Hillar Hansson; нар. 15 липня 1958) — Голова правління Банку Естонії, член Ради Європейського Центрального Банку.

## Дитинство
Народився 15 липня 1958 в Чикаго в сім'ї вихідців з Естонії, які емігрували до США під час другої світової війни.

## Освіта
• 1982—1987 рр. навчався у Гарвардському університеті (США). Отримав освітній ступінь Магістру. Доктор філософії (лат. Philosophiæ Doctor) з економіки. Наставником був відомий економіст Джеффрі Сакс.
• 1976—1980 рр. навчався в Університеті Британської Колумбії, Ванкувер (Канада). Отримав освітній ступінь бакалавра економіки (Перший клас з відзнакою).

## Сімейний стан
Одружений, жінка Трійну Томбак за професією — банкір.
Церемонія вінчання проходила в Святодухівській церкві. Посадженим батьком був спікер парламенту Тоомас Саві.
Мають двох синів (2008 року народження).

## Професійний досвід
• З 7.06.2012 р. по теперішній час — Президент Банка Естонії. За результатами таємного голосування його кандидатуру підтримали п'ять членів Ради Банку Естонії (Центробанку), а його суперник — Андреса Сутть — отримав три голоса «за».
• 2008—2012 рр. Працював в Світовому банку на посаді начальника відділу економічної політики в Китаї.
• 2003—2008 рр. Світовий банк, провідний економіст для Західних Балкан.
• 2002—2003 рр. Світовий банк, Головний економіст по Сербії і Чорногорії.
• 2000—2002 рр. Світовий банк, Старший економіст по Югославії.
• 1999—2000 рр. Світовий банк, Старший економіст по Литві.
• 1998—1999 рр. Світовий банк, економіст в Польщі та країнах Балтії.
• 1993—1998 рр. Член Наглядової Ради Банку Естонії.
• 1997 р. Працював Радником з економічних питань прем'єр-міністра Естонської Республіки.
• 1992—1996 рр. Стокгольмська школа економіки, науковий співробітник.
• 1992—1994 рр. Працював радником прем'єр-міністра Естонської Республіки з економічних питань.
• 1992 р. Один зі членів Комітету з монетарної політики по проведенню реформи Естонської Республіки.
• 1990—1992 рр. Працював науковим співробітником в Університеті Організації Об'єднаних Націй.
• 1987—1990 рр. Університет Британської Колумбії, Департамент економіки, доцент.
• 1984—1987 рр. Гарвардський університет, науковий співробітник.
• 1980—1982 рр. Університет Британської Колумбії, науковий співробітник.
Ардо Ганссон є автором багатьох наукових статей з економічної політики.

## Інші посади
• 1997 р. Член Ради Естонської залізниці.
• 1990—1996 рр. короткостроковий економічний радник урядів і центральних банків Польщі, Словенії, Монголії та України.
• 1993—1994 рр. Працював керівником робочої групи з економічного співробітництва Ради держав Балтійського моря.
• 1991—1992 рр. радник міністра закордонних справ Естонської Республіки.

## Нагороди
• Великий Хрест Командора Ордена за заслуги перед Литвою (2013 р.)
• Орден Білої зірки 3-го ступеня (1998 р.)
• Естонський журнал Luup («Лупа») визнав Ардо Ганссона у 1997 р. «Людиною року».

## Знання іноземних мов
Володіє естонською та англійською мовами вільно, французькою та шведською — зі словником.

## Фінанси та власність
7.06.2012 р. придбав за 850 000 євро нерухомість загальною площею 600 м² з 6-х кімнат в Талліннському районі Нимме, по вулиці Нурме.
Президент Банку Естонії Ардо Ганссон за сім місяців 2012 р. заробив 47 057 євро, з яких основний оклад становив 46 689 євро та різні доплати — 368 євро. 
Рада Банку Естонії затвердила розмір заробітної плати президента Центробанку Ардо Ганссона у розмірі 8100 євро в місяць, що навіть перевищує зарплату президента Естонії. При цьому доплат та компенсацій до заробітної плати немає.

## Інтерв'ю
В інтерв'ю газеті Eesti Päevaleht президент Банку Естонії Ардо Ганссон розповів, що користується готівкою, оскільки консервативний: «Я просто немного консервативен. Привык к ним, но иногда использую и карточку. Я не делаю ничего нелегального, но от использования карточки на каком-то компьютере остается след. От наличных не остается информации о том, в какой магазин ты ходил и что купил. Вероятно, это желание сохранить приватность».
Президент Банка Естонії самостійно складає та затверджує бюджет. Члени правління та політики не мають права втручатися в цей процес.

## Скандал щодо махінацій з грошима «Зовнішньоекономбанку СРСР»
05.11.2012 р. Президент Банку Естонії Ардо Ганссон офіційно вибачився з приводу того, що 18 років тому його банк незаконно затребував з «Зовнішньоекономбанку» 32 мільйона доларів.
На рахунках «Зовнішньоекономбанку» на початок 90-х років XX ст. було зосереджено більш ніж 850 млн крон, зароблених естонськими підприємцями на експортних операціях.
Щоб урятувати від банкрутства, естонські банки, рахунки яких було заморожено у Росії, повернули вкладникам не гроші, а сертифікати, які згодом планувалося конвертувати в гроші. Тоді Рійгікогу вирішив зосередити всі фінансові претензії в державному Фонді «Зовнішньоекономбанку», створеному при Банку Естонії. Гроші на рахунку зникли. Розслідування по справі тривало більш, аніж 18 років.